# Lavanttal-Arena
Die Lavanttal-Arena ist ein Fußballstadion in der österreichischen Stadtgemeinde Wolfsberg im Bundesland Kärnten. Es ist die Spielstätte des Fußballvereins Wolfsberger AC, in der er seit dem Aufstieg 2012 in die Bundesliga, der höchsten Spielklasse des Landes, spielt. Die Anlage bietet 8.100 überdachte Plätze (3.000 Sitzplätze und 5.100  Stehplätze).

## Geschichte
Die Anlage wurde 1984 eröffnet. Nach Fertigstellung der Tribüne wurde das Stadion mit dem Olympiaqualifikationsspiel Österreich gegen Finnland 1988 eröffnet. 2012 wurde das Stadion umgebaut, nachdem der Wolfsberger AC in die österreichische Bundesliga aufgestiegen war. Dabei wurden eine neue überdachte Sitzplatztribüne und in der Südostecke eine Stehplatztribüne für ungefähr 1.000 Schlachtenbummler des Gastvereins errichtet, sodass zu Beginn der Saison 2012/13 insgesamt 6.500 Zuschauer Platz fanden. Die Gesamtkosten für den Ausbau auf eine Kapazität von insgesamt 7.300 Zuschauer und weitere Umbauten beliefen sich auf 2,5 Mio. Euro.

### Sportanlagen
Das Sportzentrum liegt ca. 1 km südlich von Wolfsberg und verfügt auch über eine Leichtathletikanlage um das Spielfeld. Daneben existieren zwei Trainingsfelder, zwei Kleinfeldplätze und Anlagen für den Hochsprung, Weitsprung, Kugelstoßring etc. sowie ein Allwetterplatz für Volleyball, Tennis, Handball und Basketball. Alle Anlagen können mit Flutlicht betrieben werden.